# Stazione di Milano Greco Pirelli
La stazione di Milano Greco Pirelli è una stazione ferroviaria di Milano, posta sul tronco comune alle linee Chiasso-Milano e Lecco-Milano, a servizio dei quartieri di Greco, Segnano e Bicocca.

## Storia

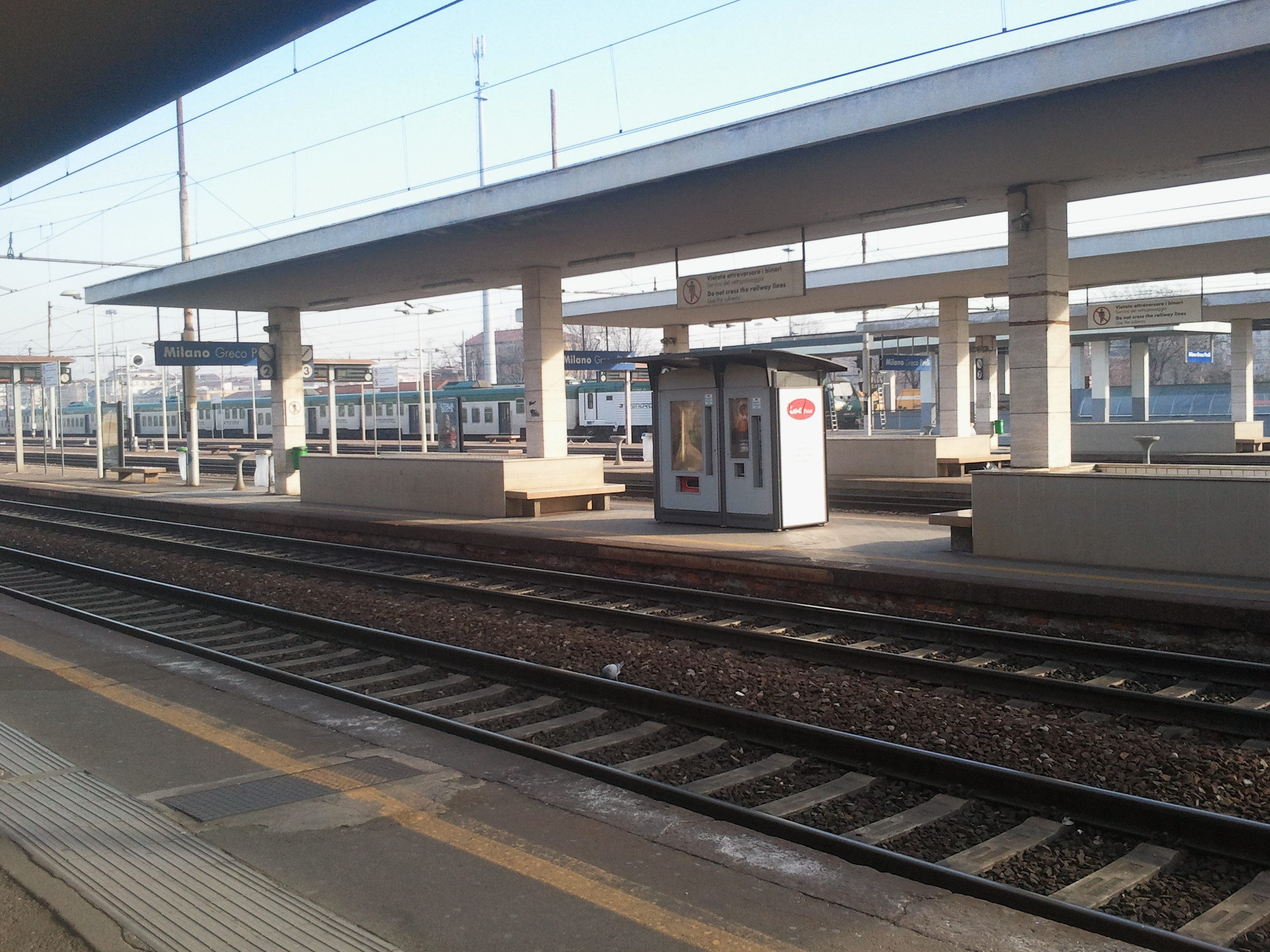
Le banchine della stazione di Milano Greco Pirelli

La stazione fu inaugurata il 23 settembre 1914; all'epoca era ubicata tra gli allora comuni di Greco Milanese – di cui Segnano e Segnanino erano frazioni – e Gorla Primo; nel 1914 Gorla Primo si unì con il vicino comune di Precotto, dando origine a Gorlaprecotto, e nel 1923 sia Greco Milanese che Gorlaprecotto vennero uniti al comune di Milano. Chiamata fino al 1935 Milano Greco, ha assunto la denominazione attuale il 15 luglio 1957 in omaggio alle vicine fabbriche della Pirelli, che all'epoca occupavano gran parte del quartiere Bicocca.
La stazione ha servito per decenni con i suoi raccordi la Manifattura tabacchi di viale Fulvio Testi (inaugurata nel 1929), le officine della CIWL e le fabbriche della Pirelli e gli stabilimenti Breda (poi Ansaldo) in viale Sarca. A seguito della dismissione di tali insediamenti industriali, alla fine del XX secolo, è avvenuta una forte riqualificazione urbanistica della zona che ha portato alla nascita del nuovo e moderno quartiere Bicocca, al cui interno sono presenti la nuova università omonima (interessata da un rilevante flusso di pendolari che, in larga parte, gravita proprio sulla stazione di Greco Pirelli) e il teatro degli Arcimboldi.
Nel maggio 1963 venne riattivato il tronco per Milano Porta Garibaldi, comprendente la galleria Mirabello, riproponendo l'antico collegamento ferroviario che, ai tempi in superficie, era stato troncato in occasione della ridefinizione della cintura milanese all'epoca del fascismo.

## Strutture e impianti
La stazione ha l'attuale ingresso principale prospiciente agli edifici U1, U2, U3 e U4 dell'Università degli Studi di Milano-Bicocca, nel quartiere omonimo (precisamente in località Segnanino), e un ingresso secondario alle spalle in prossimità di via Ernesto Breda, nel quartiere Greco, a breve distanza dagli impianti della stazione centrale.
La stazione è dotata di undici binari passanti per il servizio passeggeri.
Greco Pirelli è collegata a nord con la stazione di Sesto San Giovanni e a sud con le stazioni di Milano Centrale, Milano Certosa, Milano Lambrate e Milano Porta Garibaldi.

## Movimento
Nella stazione di Milano Greco Pirelli effettuano fermata i treni delle linee S7 (Milano-Lecco via Molteno), S8 (Milano-Lecco via Carnate), S9 (Saronno-Seregno-Milano-Albairate) e S11 (Rho-Milano-Chiasso) del servizio ferroviario suburbano di Milano ed i treni regionali della relazione Milano-Carnate-Bergamo. È inoltre capolinea di treni regionali da e per Brescia, Piacenza e Stradella.
Tutti i collegamenti sono eserciti dalla compagnia ferroviaria lombarda Trenord. Fino al 2008 era attiva una modesta movimentazione merci da parte dell'omonimo scalo.

## Servizi
La stazione dispone di:
- Biglietteria automatica
- Bar
- Servizi igienici
- Area per l'attesa
- Distributori automatici di snack e bevande

## Interscambi

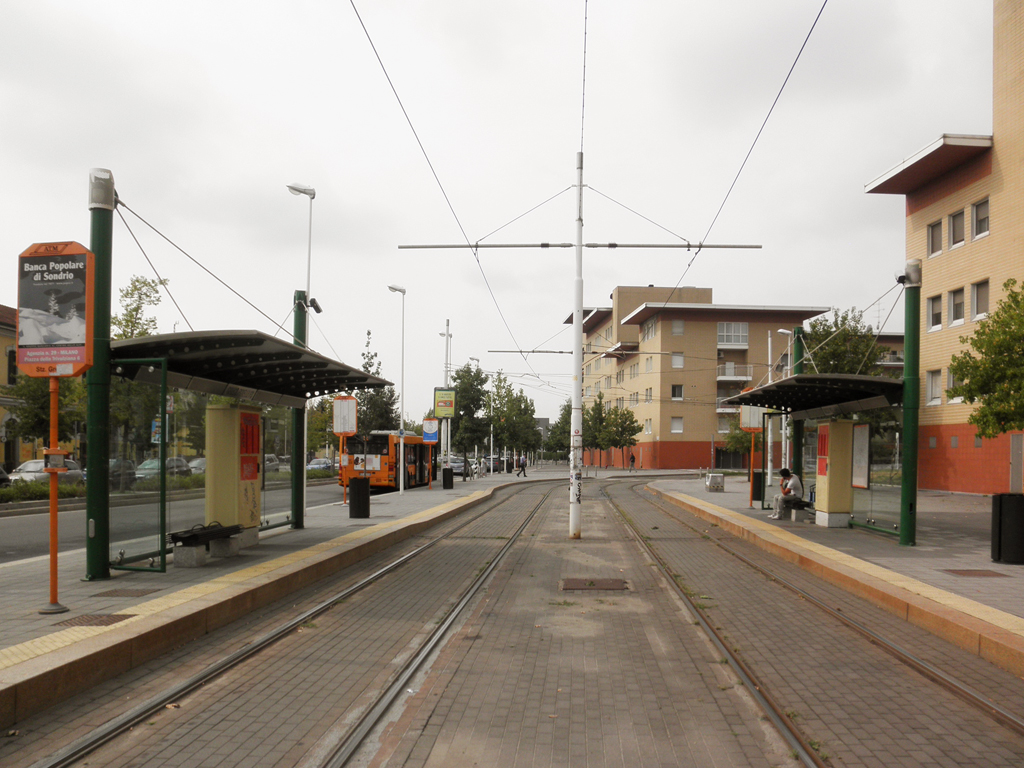
Fermata del tram poco distante dalla stazione

Nelle immediate vicinanze della stazione effettuano fermata alcune linee urbane, tranviarie ed automobilistiche, gestite da ATM.
- Fermata tram (Greco, linea 7)
- Fermata autobus (Linea 52 lato Università) (Linee 81 e 86 lato via Breda)